# Jardín Botánico Faustino Miranda
El Jardín Botánico Faustino Miranda es un jardín botánico de unas 4,4 hectáreas de extensión que alberga especies vegetales del estado de Chiapas, México, de diferentes zonas bioclimáticas.
Es miembro del BGCI, y presenta trabajos para la Agenda Internacional para la Conservación en los Jardines Botánicos. 
El código de identificación internacional del Jardín Botánico Faustino Miranda como miembro del "Botanic Gardens Conservation International" (BGCI), así como las siglas de su herbario es CHIAP.

## Localización
El Jardín Botánico “Dr. Faustino Miranda” se ubica en el lado noreste, dentro del primer cuadro de la ciudad de Tuxtla Gutiérrez, capital del estado de Chiapas. Comparte una zona con diversos puntos de atractivo cultural y de entretenimiento familiar al cual se llega por la vialidad conocida como prolongación de la 5ª. norte-oriente, el acceso se realiza tras un corto recorrido a pie por la calzada de Los Hombres Ilustres, la cual se encuentra cerrada al tránsito de vehículos, en el Fraccionamiento Parque Madero.
Ocupa un área de relieve regular de 48, 473 m². Con una superficie de exhibición de 43,908 m², en el que se encuentra una red de andadores de 2,796 m. con una superficie en el área administrativa de 4,565 m². En esta última se encuentran el edificio administrativo, vivero, invernadero, aula de atención al público, laboratorio de semillas y banco de Germoplasma.
Jardín Botánico Faustino Miranda, Secretaría de Medio Ambiente, Vivienda e Historia Natural
Calzada de los Hombres Ilustres S/N, A.P. 6 Tuxtla Gutiérrez, Chiapas, 29000 México. 
Planos y vistas satelitales.16°45′10″N 93°7′0″O / 16.75278, -93.11667
- Promedio anual de lluvias: 2 800 mm
- Altitud: 530.00 m s. n. m.

## Historia
Fue fundado en 1949 bajo la tutela del Dr. Faustino Miranda quien dedicó la mayor parte de su vida al estudio de la flora del estado de Chiapas y es el más antiguo de México.
Abrió al público en 1951. Es un jardín regional y exhibe 643 especies, en su mayor parte nativas. Cuenta además con un Museo Botánico, un Herbario (CHP), un Banco de Semillas y un Vivero con capacidad para producir 100 mil plantas. 
Realiza estudios etnobotánicos en comunidades indígenas y campesinas del estado.

## Colecciones
En este jardín botánico se cultivan 643 accesiones de plantas. Las plantas que se muestran en este jardín botánico están perfectamente identificadas con su nombre científico, la familia, el nombre vulgar, el hábitat y su uso.
Las plantas, árboles y arbustos, se muestran agrupadas según diferentes biotopos :
- Selvas altas y medianas subperennifolias y subcaducifolias,
- Selvas bajas caducifolias,
- Suculentas y cactáceas,
- Plantas medicinales,
- Plantas ornamentales,
- Área etnobotánica denominada Huerto Zoque.
- Cícadas,
- Palmar de Sabal mexicana,
- Orquideario,
- Herbario con 42 000 especímenes.
- Museo Botánico de Tuxtla Gutiérrez